# Staffanstorpspartiet
Staffanstorpspartiet (SP) var ett lokalt politiskt parti i Staffanstorps kommun. 

## Historik
Partiet grundades 1998 av avhoppade medlemmar från gamla Ny demokrati, och kom in i kommunfullmäktige samma år. Eftersom NyD grundades 1992 räknade dock partiet själva detta som sitt grundande. Partiet satt t.o.m. valet 2014 i Staffanstorps kommunfullmäktige. Efter valet upplöstes partiet.

## Valresultat
| År   | Röster | %      | Mandat  |
| ---- | ------ | ------ | ------- |
| 1998 |        | 5,77 % | 3 av 41 |
| 2002 | 707    | 5,76 % | 2 av 41 |
| 2006 | 393    | 3,03 % | 1 av 41 |
| 2010 | 210    | 2,20 % | 1 av 41 |
| 2014 | 69     | 0,47 % | 0 av 41 |